# Hipponix pilosus
Hipponix pilosus är en snäckart. Hipponix pilosus ingår i släktet Hipponix och familjen Hipponicidae. Inga underarter finns listade i Catalogue of Life.